# U18-Europamästerskapet i basket för herrar
U18-Europamästerskapet i basket för herrar hade premiär 1964.

## Resultat
| År            | Spelplats                                                                   | Final                  | Final    | Final       | Match om tredje pris | Match om tredje pris | Match om tredje pris |
| År            | Spelplats                                                                   | Guld                   | Resultat | Silver      | Brons                | Resultat             | Fyra                 |
| ------------- | --------------------------------------------------------------------------- | ---------------------- | -------- | ----------- | -------------------- | -------------------- | -------------------- |
| 1964 detaljer | Neapel, Italien                                                             | Sovjet                 | 62–41    | Frankrike   | Italien              | 73–72                | Bulgarien            |
| 1966 detaljer | Porto San Giorgio, Italien                                                  | Sovjet                 | 71–50    | Jugoslavien | Italien              | 47–42                | Tjeckoslovakien      |
| 1968 detaljer | Vigo, Spanien                                                               | Sovjet                 | 82–73    | Jugoslavien | Italien              | 53–44                | Turkiet              |
| 1970 detaljer | Aten, Grekland                                                              | Sovjet                 | 80–48    | Grekland    | Italien              | 62–57                | Jugoslavien          |
| 1972 detaljer | Zadar, SR Kroatien, Jugoslavien                                             | Jugoslavien            | 89–65    | Italien     | Sovjet               | 73–60                | Israel               |
| 1974 detaljer | Orléans, Frankrike                                                          | Jugoslavien            | 80–79    | Spanien     | Italien              | 77–69                | Sverige              |
| 1976 detaljer | Santiago de Compostela, Spanien                                             | Jugoslavien            | 92–83    | Sovjet      | Spanien              | 89–72                | Bulgarien            |
| 1978 detaljer | Roseto degli Abruzzi, Teramo, Italien                                       | Sovjet                 | 104–100  | Spanien     | Jugoslavien          | 95–72                | Bulgarien            |
| 1980 detaljer | Celje, SR Slovenien, Jugoslavien                                            | Sovjet                 | 83–81    | Jugoslavien | Bulgarien            | 96–90                | Spanien              |
| 1982 detaljer | Bulgaria, Haskovo, Bulgarien                                                | Sovjet                 | 97–87    | Jugoslavien | Bulgarien            | 84–73                | Italien              |
| 1984 detaljer | (Huskvarna, Katrineholm, Sverige                                            | Sovjet                 | 75–74    | Italien     | Jugoslavien          | 92–89                | Spanien              |
| 1986 detaljer | Vöcklabruck, Gmunden, Oberösterreich, Österrike                             | Jugoslavien            | 111–87   | Sovjet      | Italien              | 83–53                | Västtyskland         |
| 1988 detaljer | Titov Vrbas, SR Serbien, Srbobran, SAP Vojvodina, SR Slovenien, Jugoslavien | Jugoslavien            | 84–75    | Italien     | Tjeckoslovakien      | 88–70                | Grekland             |
| 1990 detaljer | Groningen, Emmen, Nederländerna                                             | Italien                | 92–79    | Sovjet      | Spanien              | 105–73               | Rumänien             |
| 1992 detaljer | Budapest, Zalaegerszeg, Szolnok, Ungern                                     | Frankrike              | 94–83    | Italien     | OSS                  | 113–108              | Grekland             |
| 1994 detaljer | Tel Aviv, Israel                                                            | Litauen                | 73–71    | Kroatien    | Spanien              | 87–76                | Italien              |
| 1996 detaljer | Auch, Lourdes, Tarbes , Frankrike                                           | Kroatien               | 64–51    | Frankrike   | Jugoslavien          | 77–61                | Belgien              |
| 1998 detaljer | Varna, Bulgarien                                                            | Spanien                | 81–70    | Kroatien    | Grekland             | 97–91                | Lettland             |
| 2000 detaljer | Zadar, Kroatien                                                             | Frankrike              | 65–64    | Kroatien    | Grekland             | 71–65                | Italien              |
| 2002 detaljer | Ludwigsburg/Esslingen/Böblingen & Baden-Württemberg, Tyskland               | Kroatien               | 74–72    | Slovenien   | Grekland             | 82–67                | Litauen              |
| 2004 detaljer | Zaragoza, Spanien                                                           | Spanien                | 89–71    | Turkiet     | Frankrike            | 74–68                | Italien              |
| 2005 detaljer | Belgrad, Serbien, Serbien och Montenegro                                    | Serbien och Montenegro | 78–61    | Turkiet     | Italien              | 88–83                | Spanien              |
| 2006 detaljer | Amaliada/Olympia/Argostoli & Grekland                                       | Frankrike              | 77–72    | Litauen     | Spanien              | 92–83                | Turkiet              |
| 2007 detaljer | Madrid, Spanien                                                             | Serbien                | 92–89    | Grekland    | Lettland             | 74–72                | Litauen              |
| 2008 detaljer | Amaliada, Pyrgos, Grekland                                                  | Grekland               | 57–50    | Litauen     | Kroatien             | 73–68                | Frankrike            |
| 2009 detaljer | Metz, Frankrike                                                             | Serbien                | 78–72    | Frankrike   | Turkiet              | 95–74                | Litauen              |
| 2010 detaljer | Vilnius, Litauen                                                            | Litauen                | 90–61    | Ryssland    | Lettland             | 75–49                | Serbien              |
| 2011 detaljer | Wrocław, Polen                                                              | Spanien                | 71–65    | Serbien     | Turkiet              | 69–65                | Italien              |
| 2012 detaljer | Vilnius, Litauen Liepāja, Lettland                                          | Kroatien               | 88–76    | Litauen     | Serbien              | 66–56                | Ryssland             |
| 2013 detaljer | Liepāja, Riga & Ventspils, Lettland                                         | Turkiet                | 81–74    | Kroatien    | Spanien              | 57–56                | Lettland             |